# Dzong

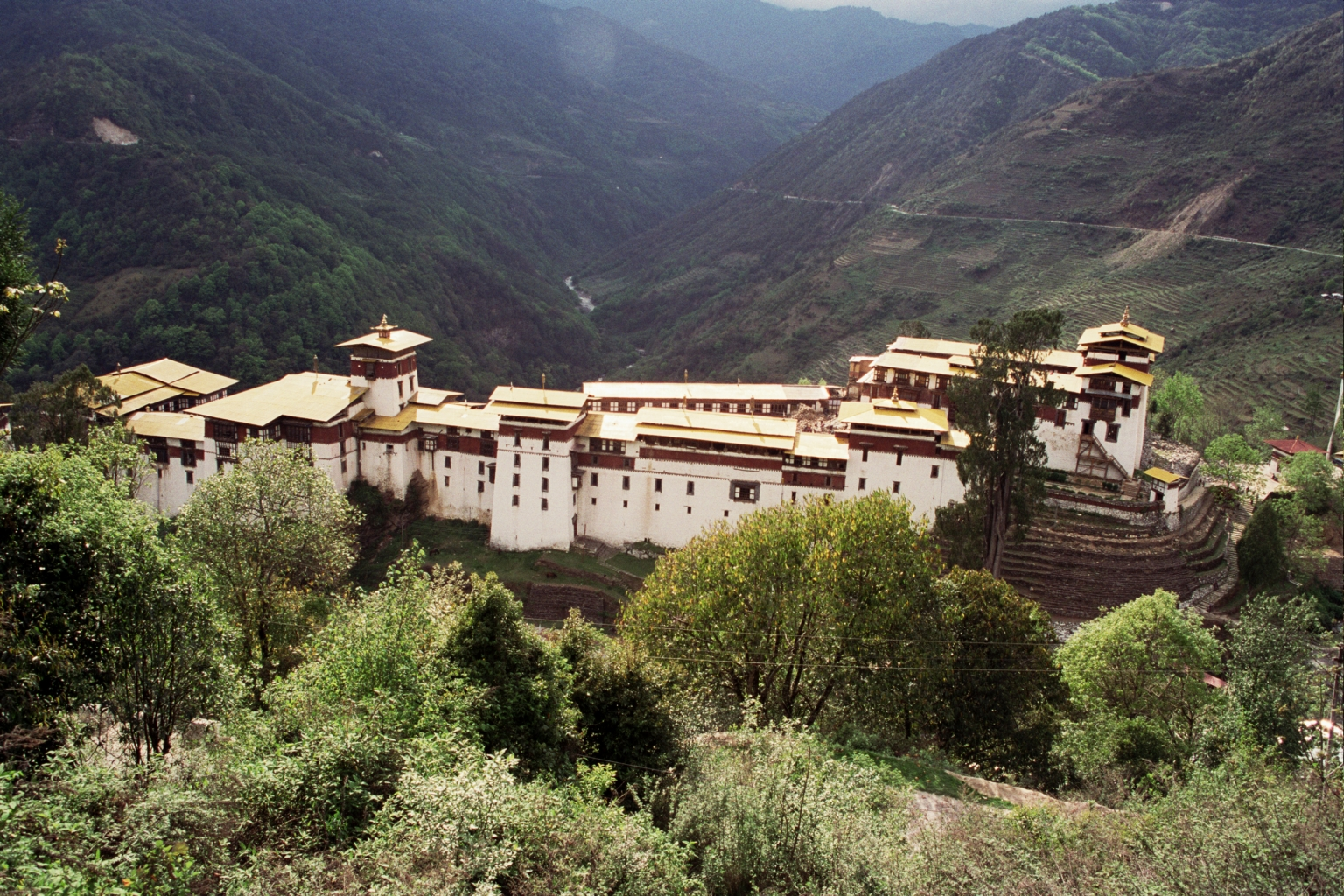
Dzongen i Trongsa.

Dzong (Tibetanska: རྫོང་; Wylie: rDzong) är en byggnad som är en kombination av befästning, administrationsbyggnad, kloster och tempel. Den är vanlig i många buddhistiska länder och områden i Himalaya, som Bhutan och Tibet. 
Dzong betecknar även det landområde, som administrerades från en dzong-byggnad. I dagens Tibet motsvaras detta av det kinesiska xian, på svenska härad.
Dzongen var säte för de lokala myndigheterna i Tibet före 1959, och där hade den lokala magistraten sitt kansli. Ett av de mest välbevarade exemplen på dzong finns i Gyantse.